# フライブルク・バロック管弦楽団
フライブルク・バロック管弦楽団（Freiburger Barockorchester）は、ドイツのフライブルク・イム・ブライスガウに本拠を置く古楽器オーケストラである。

## 概要
1987年に設立された。設立当初より1997年までトーマス・ヘンゲルブロックが芸術監督を務める。現在、音楽監督兼コンサートマスターをゴットフリート・フォン・デア・ゴルツ（英語版）とセシリア・ベルナルディーニが務めており、常任の指揮者はいない。楽団の運営は楽団員たちの協議で決める、自主的な団体として活動している。
代表的なレコーディングは、ヴィヴァルディやパーセルの諸作品、ルネ・ヤーコプス指揮でグルックのオペラやハイドンの交響曲・オラトリオなどがある。